# Resurgence (2024)
Resurgence 2024 fue un evento de lucha libre profesional de pago por visión (PPV) producido por New Japan Pro-Wrestling (NJPW), que tuvo lugar el 11 de mayo de 2024 en el Toyota Arena de Ontario, California. Fue la tercera edición del evento Resurgence.

## Producción
El 5 de mayo de 2024, NJPW anunció que una nueva edición del evento tendría lugar el 11 de mayo de 2024 en el Toyota Arena de Ontario, California. Este fue el tercer evento de Resurgence, siendo el primero en agosto de 2021.

## Resultados
En paréntesis se indica el tiempo de cada combate:
- Pre-Show: Matt Vandagriff derrotó a Adrian Quest (4:27).
  - Vandagriff cubrió a Quest después de un «Running Knee».
- Pre-Show: Mustafa Ali derrotó a Lio Rush (6:27).
  - Ali cubrió a Rush después de un «Backslide».
  - El Campeonato de la División X de TNA de Ali no estuvo en juego.
- House of Torture (Ren Narita, EVIL & Jack Perry) derrotaron a CHAOS (Tomohiro Ishii & Rocky Romero) y The DKC (11:29).
  - EVIL cubrió a Romero después de un «Evil».
- West Coast Wrecking Crew (Jorel Nelson & Royce Isaacs) derrotaron a Dirty Work (Tom Lawlor & Fred Rosser) (11:54).
  - Nelson cubrió a Lawlor después de un «Diving Elbow-drop».
- Guerrillas of Destiny (El Phantasmo & Hikuleo) derrotaron a TMDK (Shane Haste & Mikey Nicholls) y ganaron el Campeonato en Parejas de Peso Abierto STRONG (10:17).
  - El Phantasmo cubrió a Haste después de un «Super Thunder Kiss '86».
- Stephanie Vaquer derrotó a Alex Windsor y retuvo el Campeonato Femenino STRONG (13:53).
  - Vaquer cubrió a Windsor después de un «Package Backbreaker».
- Los Ingobernables de Japón (Tetsuya Naito & Yota Tsuji) derrotaron a Bullet Club (KENTA & David Finlay) (con Gedo) (14:45).
  - Naito cubrió a KENTA después de un «Destino».
- Zack Sabre Jr. derrotó a Hiroshi Tanahashi (12:12).
  - Sabre cubrió a Tanahashi después de un «Zack Driver».
- Jeff Cobb derrotó a Lance Archer y retuvo el Campeonato Televisivo de NJPW World (11:35).
  - Cobb cubrió a Archer después de un «Tour of the Island».
- Shingo Takagi derrotó a Yuya Uemura y retuvo el Campeonato de Peso Abierto NEVER (21:00).
  - Takagi cubrió a Uemura después de un «Pumping Bomber».
- Gabe Kidd derrotó a Eddie Kingston en un No Rope, Last Man Standing Match y ganó el Campeonato de Peso Abierto STRONG (20:19).
  - Kidd ganó la lucha después de que Kingston no reaccionara a la cuenta de 10.
- Jon Moxley derrotó a Shota Umino y retuvo el Campeonato Mundial Peso Pesado de la IWGP (34:18).
  - Moxley cubrió a Umino después de un «Death Rider».
  - Después de la lucha, EVIL atacó a Moxley y pintó de negro el cinturón del campeonato, para posteriormente retarlo a una lucha por el título.